# ROSC (Rapper)
ROSC bürgerlich Friedrich Roß (* 2002 in Berlin-Treptow, stilisiert RO$C) ist das Pseudonym eines deutschen Rappers aus Berlin.

## Karriere
Rosc versuchte sich als Jugendlicher zunächst für einige Zeit als Beat-Produzent, bis er 2020 seinen ersten eigenen Song „Schulden“ als Solokünstler veröffentlichte. Im selben Jahr erschien die erste EP Ro$C, mit welcher er sich als Newcomer in der Hip-Hop-Szene etablieren konnte. Ende 2022 brachte er den Song „Sternzeichen arrogant“ heraus, mit dem er sich erstmals in den Charts platzierte. Im Jahr 2023 trat Rosc bei Universal Music Group unter Vertrag und kündigte seine Debüttour an.

## Stil
Der Stil Roscs wird mit etwa 100 BPM, langsamen Baselines und Clubatmosphäre als Neuinterpretation des HipHops der 2000er Jahre beschrieben. Neben der Musik setzte Rosc bei seiner Außendarstellung sehr auf eine visuelle Ebene, indem er sein Image stark auf Social-Media-Plattformen wie TikTok präsentiert.